# Hovshaga

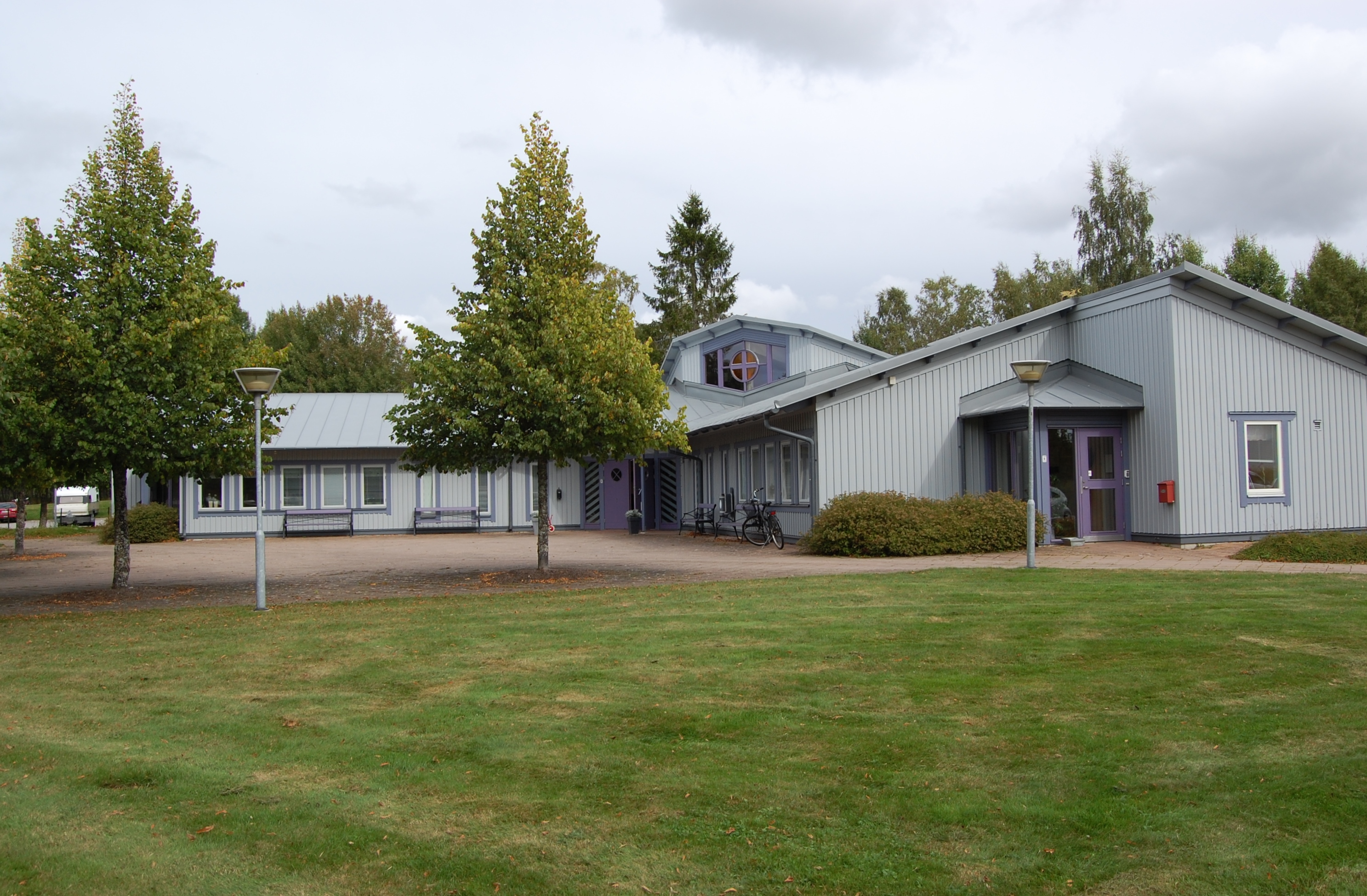
Johanneskyrkan på Hovshaga i Växjö.

Hovshaga är en stadsdel i norra Växjö cirka tre kilometer från centrum och har över 9 000 invånare. 
Runt om i stadsdelen finns flera fornlämningar i form av rösen och gravar. Stadsdelskyrkan, som ingår i Växjö stads- och domkyrkoförsamling, heter Johanneskyrkan (tidigare Johannesgården). På Hovshaga ligger också en av Växjös tre kyrkogårdar, Hovshaga begravningsplats, med ett eget kapell. Hovshaga kapell har vunnit pris för sin stilrena utformning och sitt sätt att smälta in i naturen. I stadsdelen finns tre kommunala grundskolor, Gustavslundskolan, Hovshagaskolan och Östra Lugnet skola som alla är F-6-skolor, en friskola, Växjö Islamiska skola (F-9) och ett flertal förskolor. Sammanbyggt med Gustavslundskolan ligger Hovshaga sporthall.
På Hovshaga centrum finns det ICA-affär, pizzeria, bibliotek, frisersalong samt vårdcentral.
Hovshaga har sedan 1970-talet expanderat kraftigt åt norr, uteslutande genom bostadsbebyggelse. Det har medfört att man nu delar in stadsdelen i, från söder till norr, Danneborg, Gamla Hovshaga, Nya Hovshaga och Östra Lugnet. Från 2005 och framåt har stadsdelen förtätats främst genom byggande av bostadsrätter och hyresrätter på tidigare obebyggda tomter. 